# Rhene bufo
Rhene bufo är en spindelart som först beskrevs av Carl Ludwig Doleschall 1859.  Rhene bufo ingår i släktet Rhene och familjen hoppspindlar. Inga underarter finns listade i Catalogue of Life.